# Латынь эпохи Возрождения
Латынь эпохи Возрождения (лат. Lingua Latina Renascentiae) — вариант латинского языка, разработанный в ходе европейского Возрождения XIV—XV веков движением гуманистов.

## Ad fontes
Фраза Ad fontes (К истокам) была кличем гуманистов, которые стремились очистить латынь от средневекового словаря и стилистических наслоений, которые были приобретены ею после распада Римской империи. Они ориентировались на золотой век латинской литературы и, в особенности, на речь Цицерона в прозе и Вергилия в поэзии. Они отказались от использования последовательности и других акцентных форм метрики, чтобы возродить греческие формы, которые использовались в латинской поэзии в римский период. Гуманисты осудили большую часть средневековой латинской литературы, они считали, что только древняя латинская литература римского периода была «по-настоящему латинской».
Некоторые гуманисты XVI века также стремились очистить латынь от особенностей средневековой орфографии. Они настаивали на том, что, например, ае должно быть выписано в полном объёме везде, где оно использовалось в классической латыни; средневековые переписчики часто писали е вместо AE. Гуманисты были гораздо более ревностны, нежели средневековые латинские авторы, и полагали, что t и с следует разделить, поскольку последствия палатализации сделали их омофонам.
Планы гуманистов переделать латынь были в значительной степени успешны, по крайней мере, в сфере образования. В школах в настоящее время преподается гуманистическое написание, и поощряется изучение текстов, отобранных гуманистами. С другой стороны, с тех пор, как гуманистическая латынь стала элегантным литературным языком, стало гораздо труднее писать книги по юриспруденции, медицине, науке или современной политике на латинском языке с соблюдением всех норм гуманистов. Латынь эпохи Возрождения постепенно превратилась в Новую латынь XVI—XIX веков, использовавшуюся в качестве авторского языка для обсуждения вопросов, считавшихся достаточно важными, чтобы заслужить международное признание.